# يورغن شرايبر
يورغن شرايبر (بالألمانية: Jürgen Schreiber)‏ هو صحفي الرأي وكاتب ألماني، ولد في 30 يناير 1947 في هايلبرون في ألمانيا.